# Gelis caudatulus
Gelis caudatulus är en stekelart som beskrevs av Horstmann 1997. Gelis caudatulus ingår i släktet Gelis och familjen brokparasitsteklar. Inga underarter finns listade i Catalogue of Life.